# Sherman (nome)
Sherman  è un nome proprio di persona inglese maschile.

## Varianti
- Ipocoristici: Sherm[2]

## Origine e diffusione
Si tratta di una ripresa del cognome inglese Sherman. Il cognome, attestato anche come Shearman, ha un'origine occupazionale, e indicava in origine una persona che tagliava la lana o la stoffa; etimologicamente, risale infatti al medio inglese schereman, composto dai termini scheren ("tagliare") e man ("uomo").

## Onomastico
Nessun santo porta questo nome, che quindi è adespota; l'onomastico può essere festeggiato il 1º novembre, giorno di Ognissanti.

## Persone

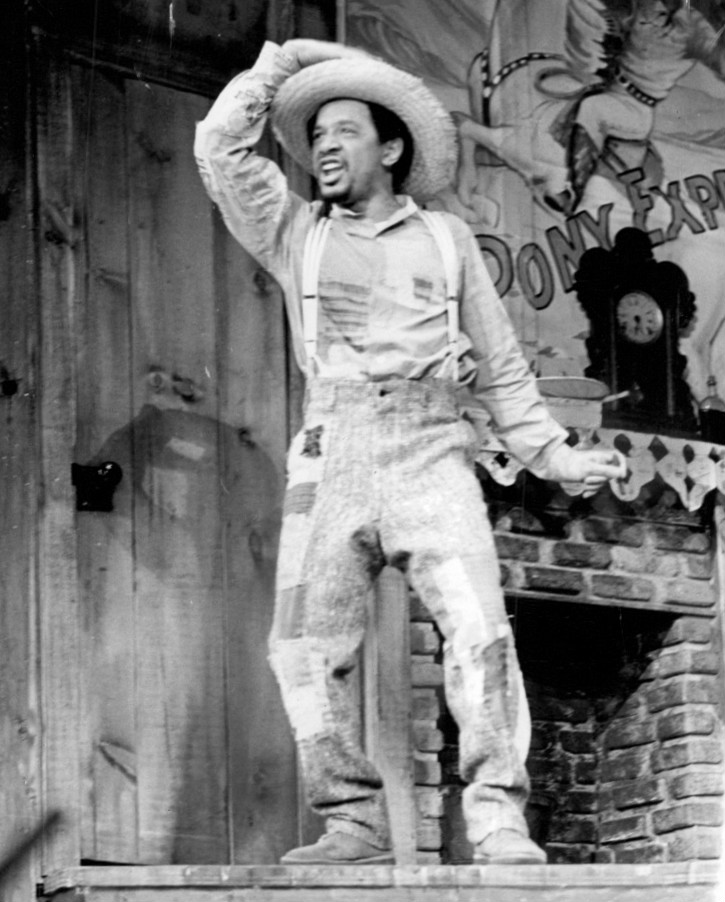
Sherman Hemsley

- Sherman Alexie, scrittore, poeta e sceneggiatore statunitense
- Sherman Bainbridge, attore statunitense
- Sherman Cárdenas, calciatore colombiano
- Sherman Gay, cestista statunitense naturalizzato giamaicano
- Sherman Hemsley, attore statunitense
- Sherman Kent, storico statunitense
- Sherman McMasters, criminale statunitense
- Sherman Minton, politico e magistrato statunitense
- Sherman Ong, fotografo, regista e artista malese